# Al-Kastal (Jordania)
Al-Kastal – wieś w Jordanii, 25 km na południe od Ammanu, leżąca przy autostradzie wiodącej do stołecznego portu lotniczego.

## Stare Al-Kastal

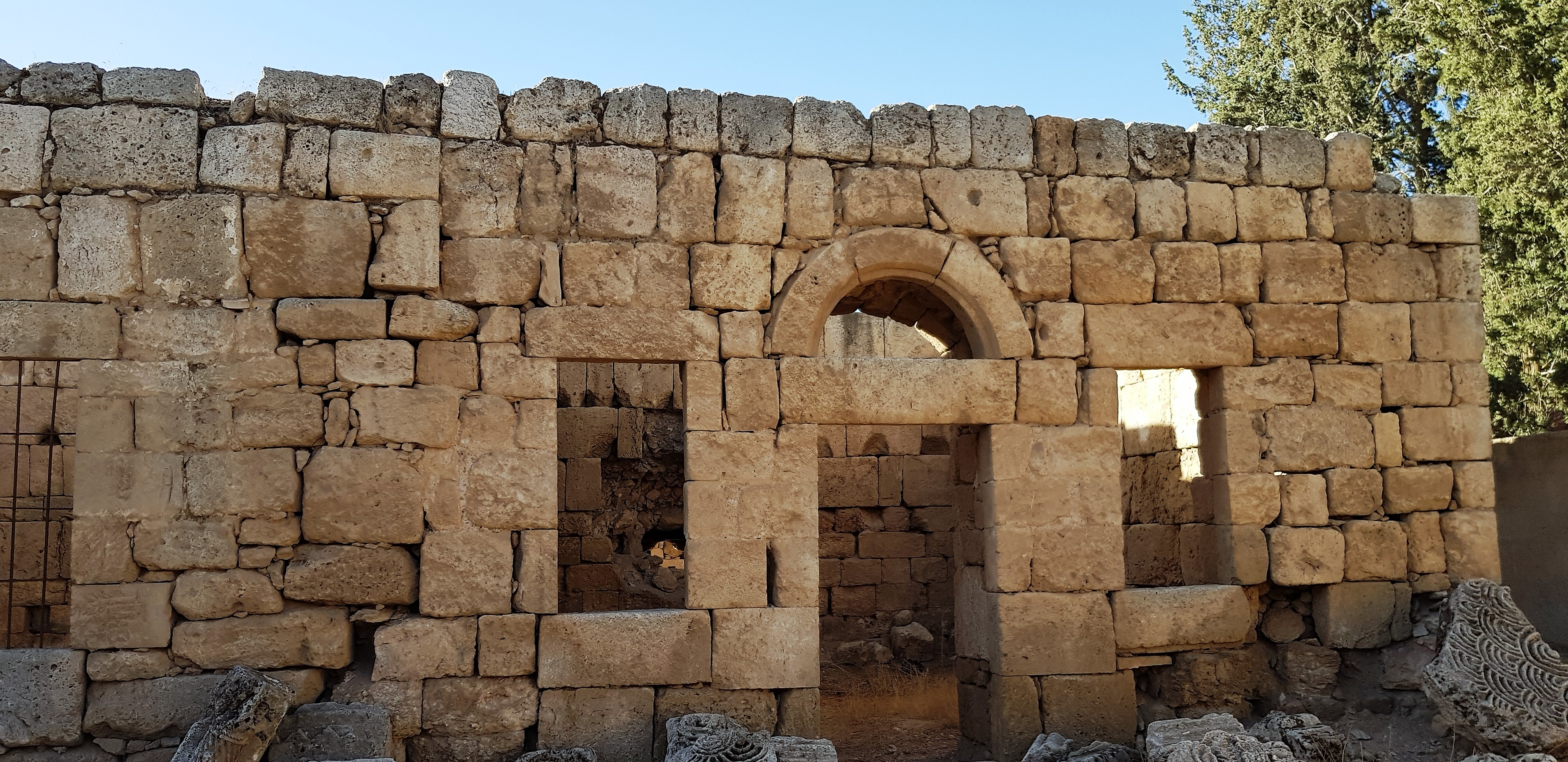
Fasada jednego z budynków kompleksu Kasr al-Kastal.

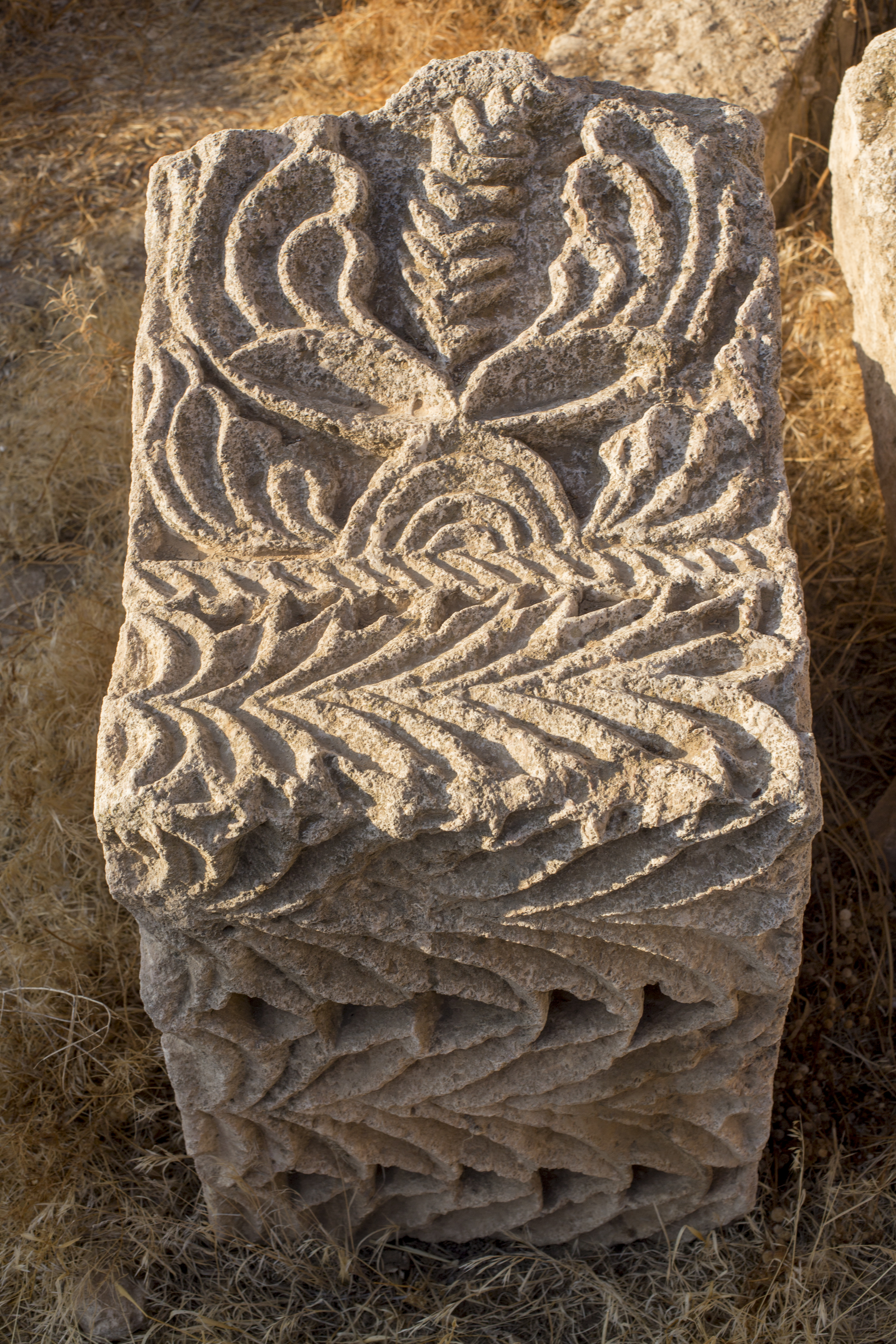
Detale kamieniarskie.

Na terenie wsi znajdują się ruiny starego Al-Kastel (również: Kastal el-Balqa)- jednej z najstarszych i najkompletniej zachowanych na Bliskim Wschodzie osad z okresu Umajjadów - pierwszej dynastii władców muzułmańskich. Pozostałe znane pustynne umajjadzkie kompleksy na terenie Jordanii nigdy nie były ukończone. Zachowały się tam ruiny niemal wszystkich rodzajów budynków typowych dla takich osad: pałacyk, meczetu, cmentarza (jedyny wczesnoislamski cmentarz na terenie Jordanii), łaźni, budynków mieszkalnych, zapory wodnej z głównym zbiornikiem i mniejszymi cysternami.
Początkowo sądzono, że są to pozostałości rzymskiego fortu - z powodu ułożenia budynków i nazwy, którą wywodzono od łacińskiego castellum. Prace przeprowadzone przez Heinza Gaubego, Patricię Carlier i Frederica Morina pokazały jednak, że jest to prawie kompletna osada Umajjadzka. Fundamenty pałacu i meczetu z minaretem są najstarszymi zachowanymi śladami takich budowli.
Pałac został najpewniej zbudowany przez umajjadzkiego kalifa Abd al-Malika ibn Marwana w latach 20. VIII wieku. Z budynków mógł też korzystać kalif Al-Walid ibn Jazid, podczas budowy jego pałacu zimowego Kasr Al-Mszatta (ok. 5 km od Al-Kastal).
Pałacyk o powierzchni 68 m² miał cztery narożne wieże i 12 półokrągłych wież na obwodzie. Główne, zdobione wejście znajdowało się we wieży na wschodniej ścianie. W odkopanym południowo-wschodni narożniku budowli zachowały się częściowo wewnętrzne pomieszczenia, z oznakami zmian z okresu Mameluków. Wejście prowadziło do westybyłu otwierającego się na centralny dziedziniec z podziemną cysterną, otoczony 6 pomieszczeniami. Kolejne 6 pomieszczeń znajdowało się na piętrze. Na piętro prowadziły dwie klatki schodowe. Nad wejściem, na drugim poziomie, znajdowała się bogato zdobiona sala audiencyjna z trzema apsydami (podobna do tej w cytadeli ammańskiej). Pałac zdobiony był rzeźbionym kamieniem, stukkami, szklanymi i kamiennymi mozaikami. Podłogi tego budynku, z latrynami włącznie, prawie cały wykładane były mozaikami z motywami geometrycznymi, kwiatowymi i zwierzęcymi, podobnymi do mozaik z Kasrel Hallabat.
Tuż za pałacem, na północ od niego, znajdował kwadratowy meczet, nieustawiony osią w kierunku Mekki. Wczesny kwadratowy mihrab został zastąpiony później typowym, półokrągłym. Pozostałości minaretu są jednymi z najstarszych, pamiętającymi pierwsze lata islamu.
Na południowy zachód od pałacu znajdował się cmentarz z co najmniej 17 nagrobkami z czasów Umajjadów i Abbasydów skierowanymi w kierunku Jerozolimy - najstarszy wczesnoislamski cmentarz w Jordanii. Nagrobki i mozaiki przechowywane są w muzeum archeologicznym w Madaba.
Ponad kilometr na wschód znajdowała się długa na 400 metrów i gruba na 4,3 metra tama zbudowana przez Umajjadów, aby nawadniać okolice. Około kilometra na północny zachód od pałacu, na skraju współczesnego Al-Kastal, znajduje się duży rezerwuar wody, o wymiarach 30 m x 22 m x 6,5 m. Powstał on po wydobycia kamienia użytego do budowy osady. Na powierzchni 2 km² znaleziono ponad 70 mniejszych magazynów wody.
Na zachód od pałacu znajdują się pozostałości łaźni. Kilometr na południowy zachód od Al-Kastal zidentyfikowano również pozostałości starożytnej drogi.
Na terenie starego Al-Kastal znaleziono również pozostałości budynków z okresu Abbasydów i Mameluków.